# شاتر

یک مسدودکننده تک برگی. ۱-صفحه مسدودکننده، ۲-مسدود شدن روزنه بوسیله مسدودکننده برگی، ۳-سوراخ روزنه، ۴-پره برگ، ۵-مهارکننده، ۶-فنر پروانه‌ای

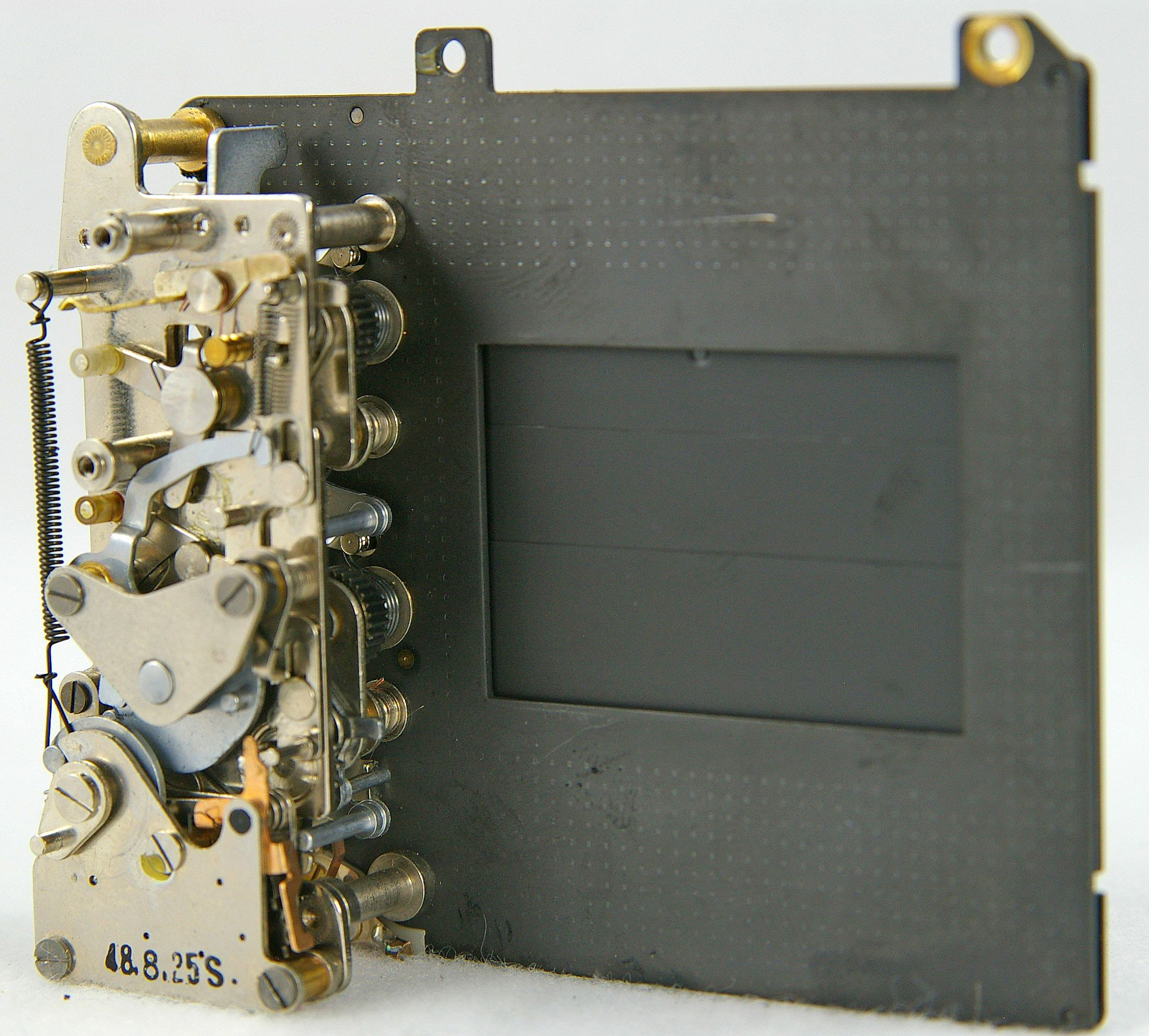
یک سایه‌روشن‌ سطح کانونی با حرکت عمودی

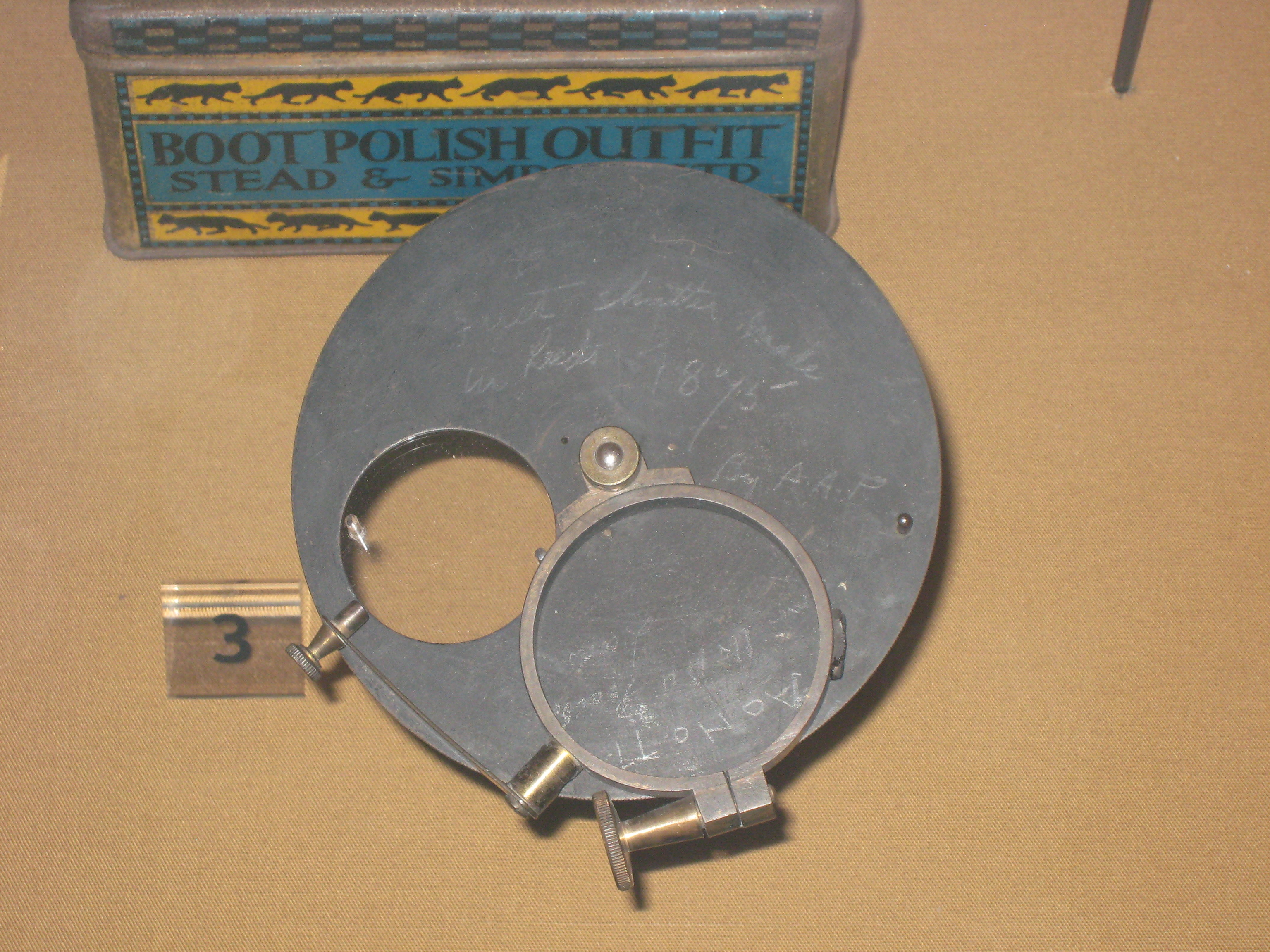
یک سایه‌روشن‌ سریع ۱۸۷۵

شاتر یا سایه‌روشن یا بستاور پردهٔ متحرکی است که در مقابل فیلم یا گیرنده تصویر قرار می‌گیرد و مانع رسیدن نور به آن می‌شود. در زمان عکسبرداری این پرده، کنار رفته و نور در طی زمان تنظیم شده، به فیلم یا گیرنده تصویر می‌رسد و سایه‌روشن‌، مجدداً بسته می‌شود.

## ساختار
سایه‌روشن‌ها در دو نوع سطح-کانونی (به انگلیسی: Focal-plane shutter) و برگی (به انگلیسی: Leaf shutter) وجود دارند.

## آزمایش
کار باز و بسته شدن سایه‌روشن‌ها، با فنرهایی انجام می‌شود. به مرور زمان این فنرها کارایی خود را از دست داده و کند می‌شوند. بعد از مدتی، زمان نوردهی به نسبت کند شدگی فنرها افزایش یافته و فوق نوردهی (به انگلیسی: Over Expose) انجام می‌گیرد.
برای تست سرعت سایه‌روشن‌، راه‌های متعددی وجود دارد. یکی از ساده‌ترین راه‌ها برای تست سرعت سایه‌روشن‌ اینست که: از سوژه معینی بدون تغییر زاویه و بدون تغییر نور عکس‌های متوالی بگیریم، و در هر کادر با یک استاپ افزودن سرعت سایه‌روشن‌، یک استاپ دیافراگم را باز کنیم (زیرا نسبت سرعت سایه‌روشن‌ و گشادگی دهانه دیافراگم که با f نشان می‌دهند نسبت عکس دارد در واقع سایه‌روشن‌ میزان زمان نور ورودی به اتاق تاریک را تعیین می‌کند و دهانه دیافراگم میزان حجم نور ورودی به اتاق تاریک را).
با کنترل نتیجه، هر کدام از عکس‌ها که نور زیادی دریافت کرده و فوق نوردهی شده، مشخص می‌شود که سایه‌روشن‌ در آن استاپ دقت خود را از دست داده‌است. البته شاید به نظر افراد مبتدی این مسئله چندان مهم نیاید! ولی در عکاسی حرفه‌ای اهمیت فوق‌العاده‌ای دارد.

## نگارخانه

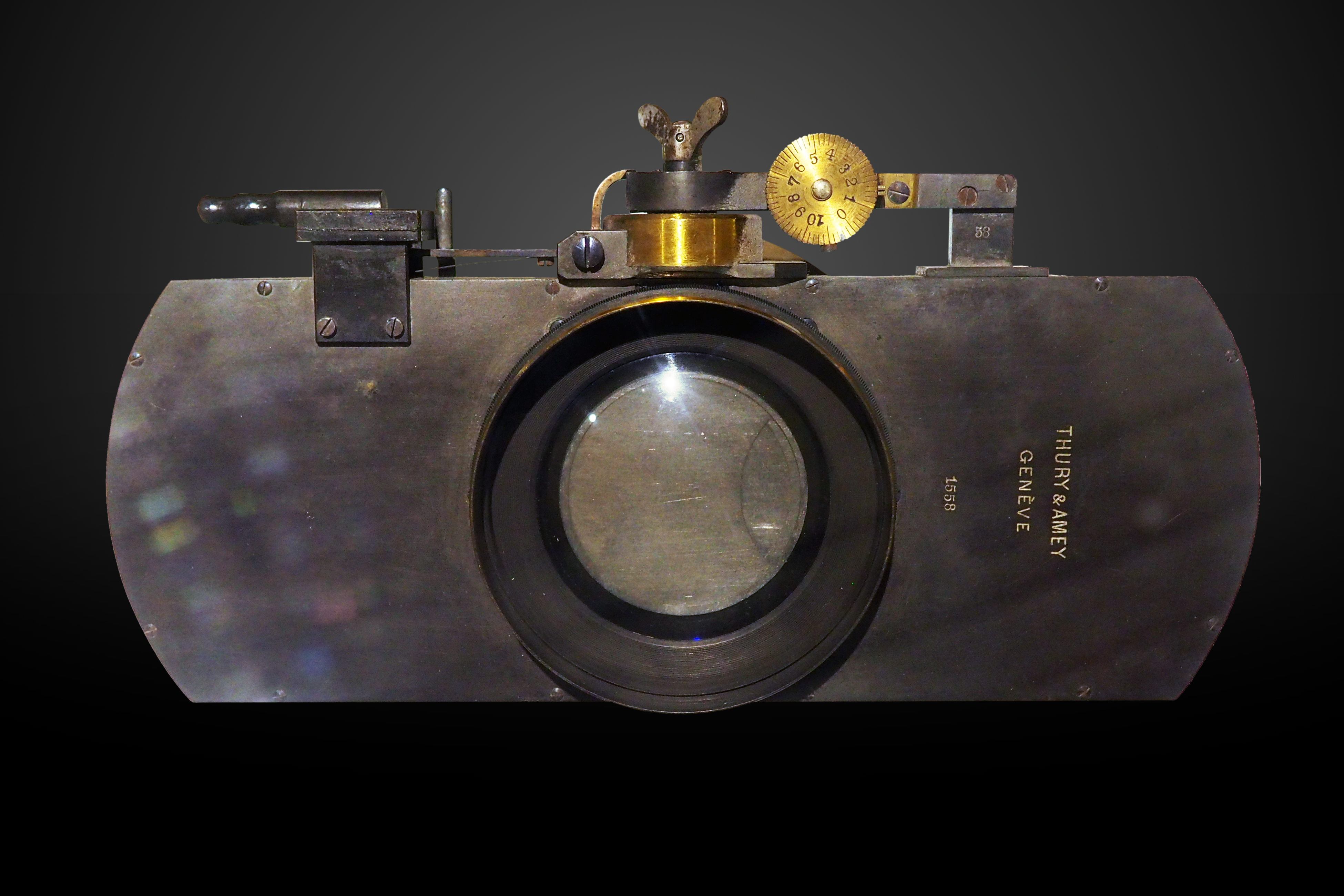
تصویر متحرک از نحوه کار آن
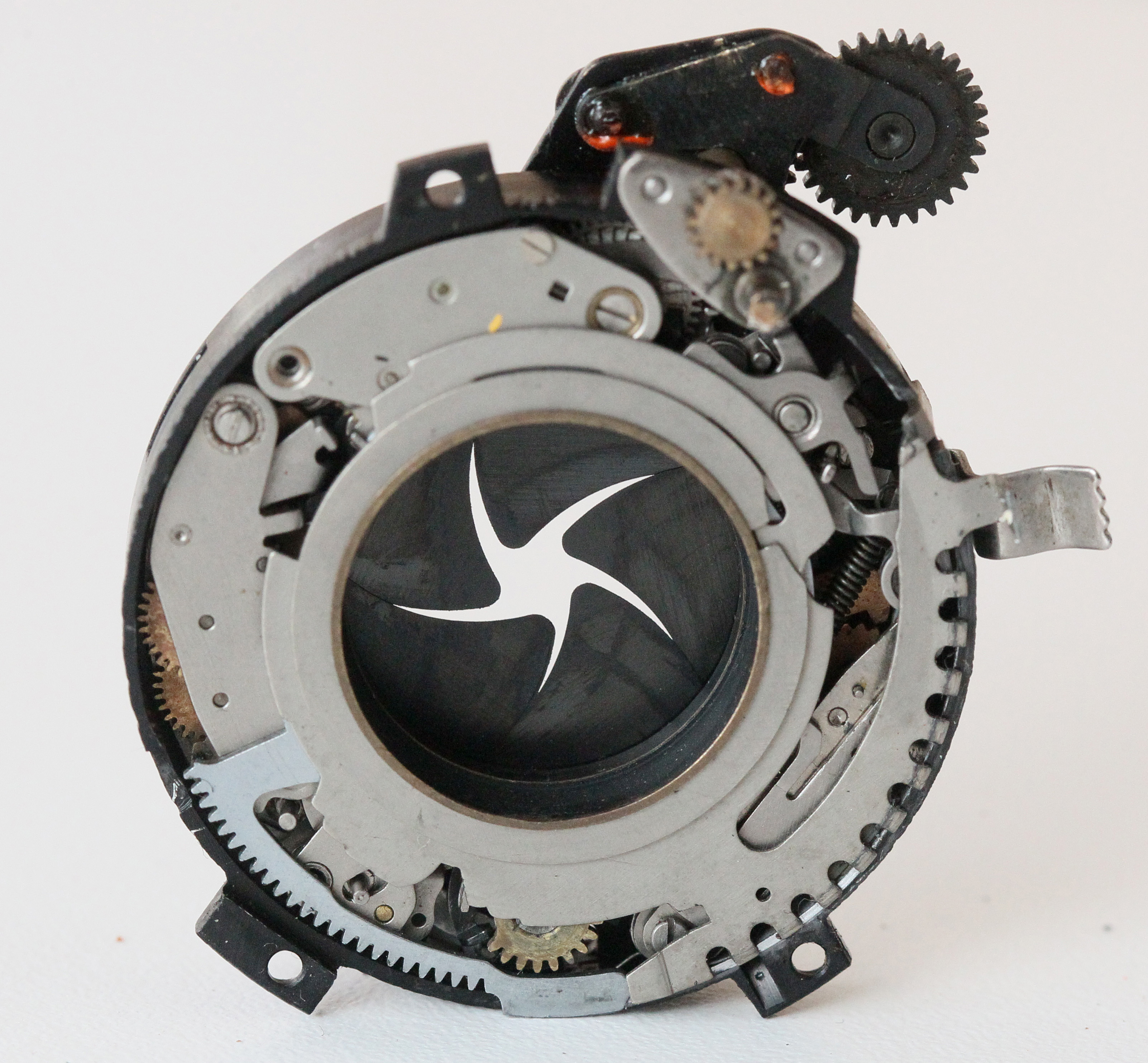
شاتر سنکرو-کامپیور مرکزی دوربین SLR Zenit-4
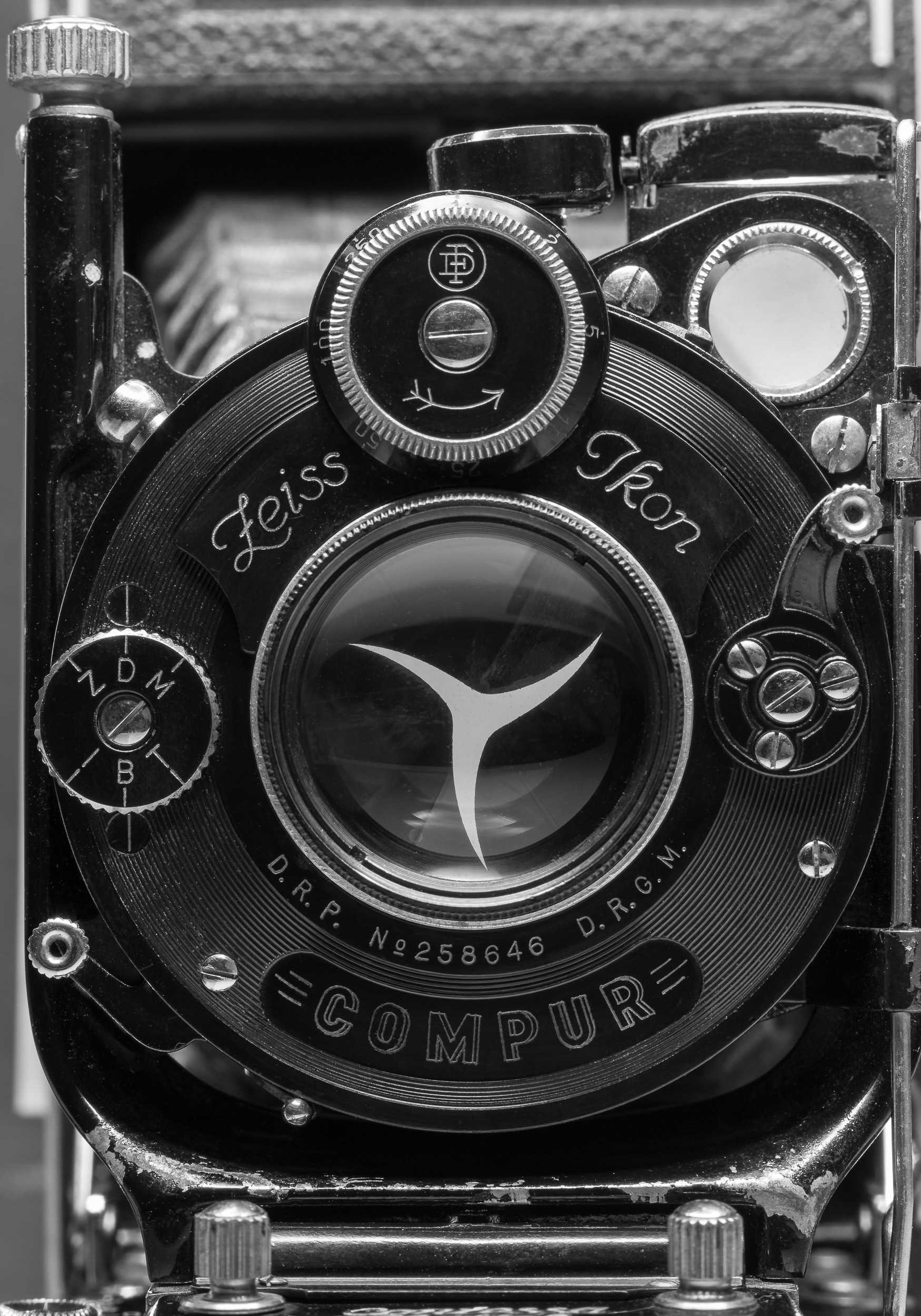
کرکره مرکزی نوع "کامپور". مشاهده از طریق عنصر لنز جلو
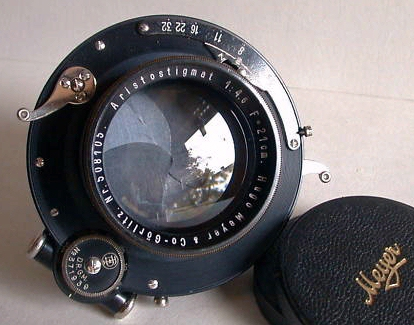
بسته شدن مرکزی در وسط یک آریستوستیگمات
عملکرد شاتر به عنوان مثال دوربین SLR Pentax. هنگامی که شاتر باز می‌شود، آینه متحرک بالا می‌رود و صفحه فوکوس را می‌پوشاند، بنابراین تصویر در منظره‌یاب دیده نمی‌شود.